# Ведьмы-близняшки
Ведьмы-близняшки (англ. Twitches) — оригинальный фильм телеканала Disney вышедший в 2005 году. Сюжет основан на одноимённой серии книжек для детей. В главных ролях снялись Тиа Маури и Тамера Маури. Продолжение Ведьмы-близняшки 2 вышел в эфир 12 октября 2007 года в рамках «Disney Channel’s Hauntober Fest».

## Сюжет
История о сёстрах-близняшках, разлучённых при рождении и выросших в разных семьях. На 21-летие они встречают друг друга, и, используя магию, они должны спасти не только свою маму, но и мир, в котором родились.

## В ролях
- Тиа Маури — Александра «Алекс» Николь Филдинг / Артемис ДюБэр.
- Тамера Маури — Камрин «Кэм» Элизабет Барнес / Аполла ДюБэр.
- Кристен Уилсон[англ.] — Миранда ДюБэр.
- Дэвид Ингрэм — Арон ДюБэр.
- Патрик Фабиан — Тантос ДюБэр.
- Дженнифер Робертсон — Илеана.
- Пэт Келли — Карш, один из опекунов близнецов.
- Джессика Греко[англ.] — Люсинда Кармельсон, лучший друг Алекс.
- Джеки Розенбаум — Бет Фиш, лучшая подруга Камрин.
- Арнольд Пиннок[англ.]] — Дэвид Барнс, отец Камрин.
- Карен Холнесс — Эмили Барнс, мать Камрин.
- Джессика Фелиз — Николь Кармельсон, младшая сестра Люсинды.

## Производство

### Кастинг
Актриса Тиа Маури должна была сыграть роль Камрин, а её сестра Тамера — Алексу. Сёстры хотели поменяться ролями. В первые дни съёмок фильма, актёрам и съёмочной группе было трудно различить актрис-близняшек. Актриса Кристен Уилсон, сыгравшая биологическую мать, старше сестёр-близняшек на девять лет. Карен Холнесс, сыгравшая приёмную мать Камрин, старше Тии и Тамеры всего на один год.

### Съёмки фильма
Производство фильма началось в июне 2005 года, он полностью отснят в Торонто (Онтарио). Специальные визуальные эффекты, такие как магические трюки, переходы между Землёй и Ковентри и прочее, снимали на зелёном фоне.

## Релиз

### Вещание
Первая трансляция фильма состоялась 14 октября 2005 года на телеканале Disney, собрав семь миллионов зрителей. В последующих четырёх трансляциях, фильм собрал в итоге 21,5 миллионов зрителей, став самой популярной программой недели.

### Домашнее медиа
Фильм был выпущен в США в 2008 году на Disney. В Румынии в 2009 году.

## Продолжение
Фильм-продолжение — «Ведьмы-близняшки 2» был выпущен в прокат 12 октября 2007 года для США. В Канаде 26 октября 2007 года и 2 ноября 2007 года в Великобритании.